# Госпожа (сериал, 2023)
«Госпожа» — российский драматический сериал режиссёра Юлии Трофимовой с Евгенией Громовой и Никитой Ефремовым в главных ролях. Его премьера состоялась 30 ноября 2023 года на онлайн-сервисе «Иви».

## Сюжет
Главная героиня сериала — застенчивая женщина Маруся, которой приходится зарабатывать в качестве доминатрикс, чтобы выплатить коллекторам долг матери. Постепенно благодаря новой работе она обретает уверенность в себе.

## В ролях
- Евгения Громова — Маруся
- Никита Ефремов — Лосев
- Дмитрий Лысенков — Сергей, муж Маруси
- Павел Ворожцов — Дымов
- Ольга Тумайкина — мать Маруси
- Сабина Ахмедова — Рената
- Елена Николаева — Аглая
- Мария Голубкина — Токмакова
- Алексей Вертков — Ефим
- Сергей Беляев — мэр
- Андрей Барило — отчим Маруси
- Борис Каморзин — прокурор
- Дмитрий Журавлёв — Рома
- Алексей Розин — Макар

## Премьера и восприятие
Сериал вышел на онлайн-сервисе «Иви» 30 ноября 2023 года. Первый сезон включает восемь серий по 20 минут в среднем каждая
8 марта 2024 года состоялась премьера на телеканале ТВ 3.